# Trellick Tower

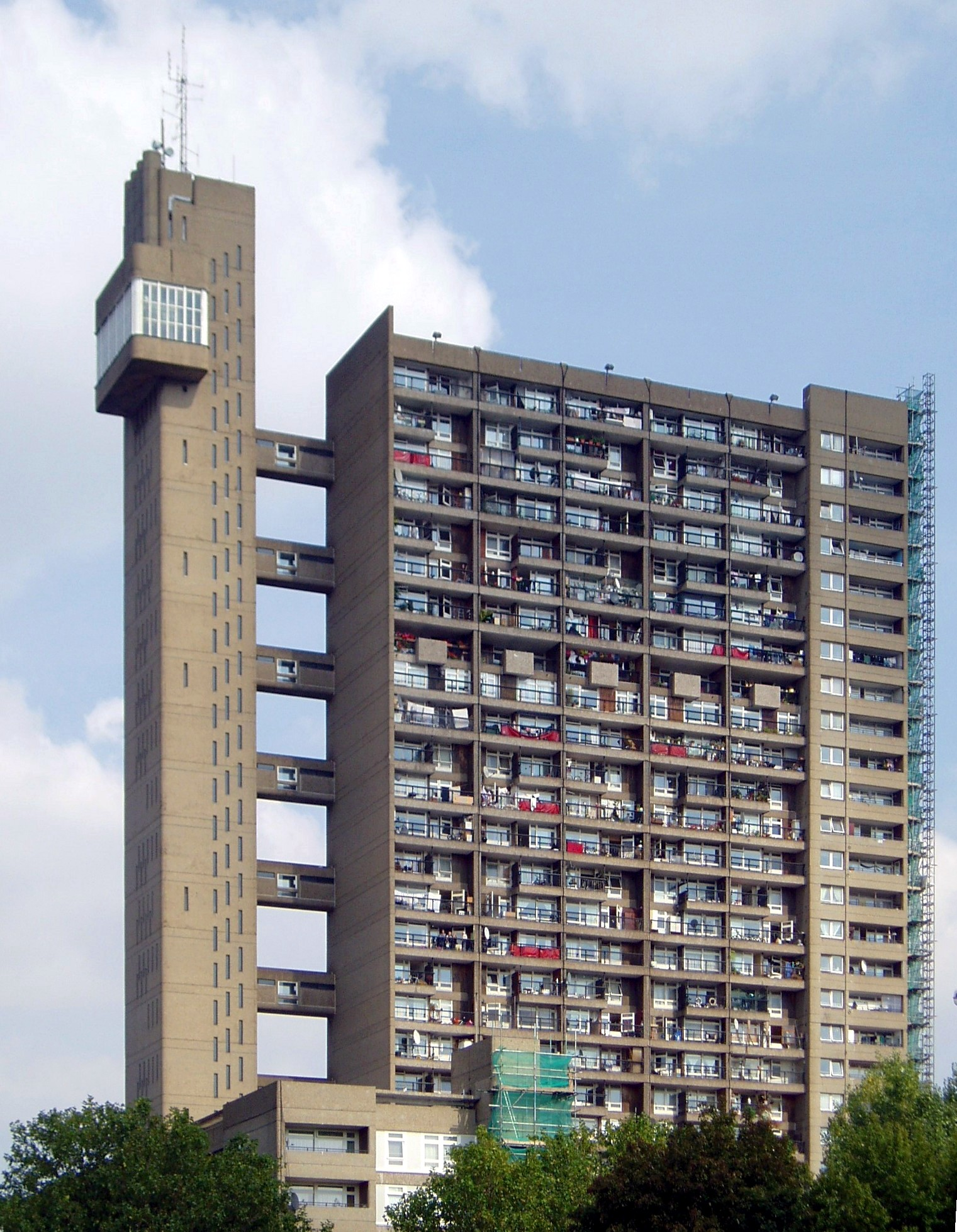
Trellick Tower, gesehen von der Golborne Road

Der Trellick Tower ist ein 31-stöckiges Hochhaus im westlichen Londoner Stadtteil North Kensington. Die 98 Meter hohe Wohnanlage unweit vom Ufer des Regent’s Canal entstand nach Plänen des Architekten Ernő Goldfinger im Stil des Brutalismus. Sie wurde in den Jahren 1968 bis 1972 erbaut, war im Jahr ihrer Errichtung das höchste Wohnhaus im Vereinigten Königreich und zählt auch in den 2010er Jahren zu den höchsten Bauwerken Londons. Zusammen mit den auf dem Dach angebrachten Antennen ist das Bauwerk 120 Meter hoch. Das Bauwerk steht unter Denkmalschutz und gehört zur Statutory List of Buildings of Special Architectural or Historic Interest vom Grad II*.

## Geschichte

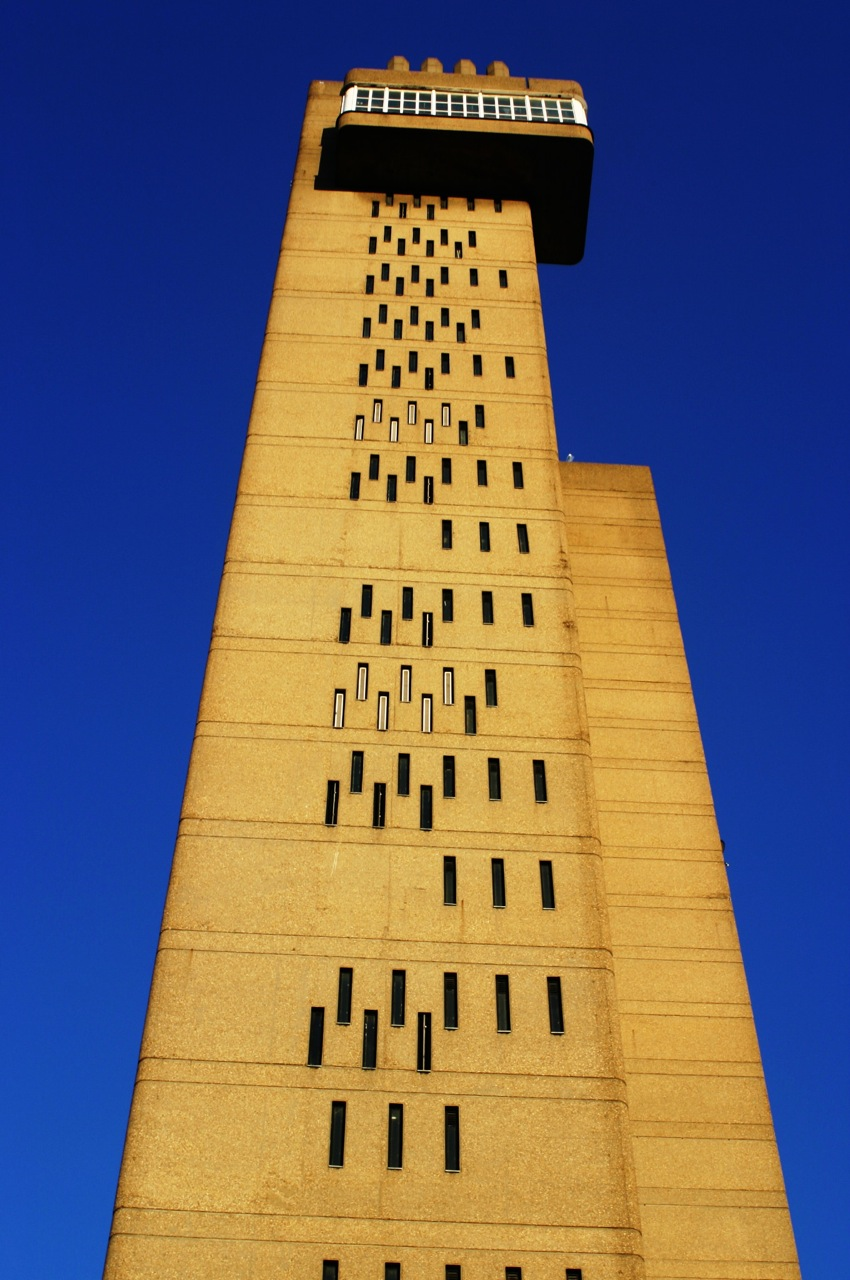
Blick auf den Serviceturm des Trellick Tower

Die Architektur des Trellick Tower ähnelt dem ebenfalls von Goldfinger entworfenen Balfron Tower. Das Bauwerk weist auch Ähnlichkeiten zum Wohnhochhaus Anniesland Court in Glasgow auf, das 1968 fertiggestellt und von J. Holmes & Partners entworfen wurde. Der Trellick Tower wurde im April 1972 fertiggestellt. Es gilt weltweit als eines der bedeutendsten Bauwerke des Brutalismus.
Wie viele Sichtbetonbauten der 70er Jahre entwickelte sich der Trellick Tower zu einem sozialen Brennpunkt. Verschiedene Meldungen über Vergewaltigungen in Aufzügen, Obdachlose, die sich angesiedelt hatten, und Präsenz von Drogenabhängigen ließen den Trellick Tower in Verruf geraten. Bereits zu Weihnachten 1972 öffneten Vandalen einen Hydranten in der 12. Etage und überschwemmten den Aufzugschacht. Für mehrere Tage fielen daraufhin Strom und Heizung aus. Die Regenbogenpresse titulierte die Wohnanlage regelmäßig als „The Tower of Terror“ („Turm des Schreckens“). 
Nachdem die Mieter Druck auf die Wohnungsbaugesellschaft ausgeübt hatten, wurden im Oktober 1984 einige Maßnahmen zur Erhöhung der Sicherheit und Gefahrenabwehr eingeleitet. Das Haus bekam einen Hausmeister und eine Sprechanlage. In der Folge stiegen allerdings die Miet- und Eigentumspreise. Der Trellick Tower gilt als höchstes Wohnhaus Europas, das im Rahmen des sozialen Wohnungsbaus errichtet wurde.
Im Juni 1982 kam der englische Base-Jumper Francis Donellan bei einem Sprung vom Dach des Trellick Tower ums Leben, als sich sein Fallschirm nicht öffnete. Von 1978 bis 1983 sendete der Radiosender Thameside Radio als Piratensender zwischen zwei Etagen  des Hochhauses aus einem Schacht heraus. Die Behörden konnten den Sender jedoch nie aufspüren. Im Dezember 1989 wurde ein 28 Meter hoher Antennenmast zur Verbesserung der Sendeleistung von Fernsehprogrammen auf das Dach montiert. Die BBC und die Ofcom führt die Sendeanlage unter dem Namen Kensal Town.
Am 22. Dezember 1998 kam der Wohnturm von der English Heritage in die amtliche Denkmalliste Statutory List of Buildings of Special Architectural or Historic Interest vom Grad II*. Mit der späten architektonischen Anerkennung stiegen die Preise für die Wohnungen weiter an. Im September 2007 kostete ein Einzimmerapartment 250.000 Pfund und eine Dreizimmerwohnung 465.000 Pfund. Im Laufe der Jahre entwickelte sich der Trellick Tower vom verhassten Betonklotz zu einem Wahrzeichen und – nicht zuletzt auch wegen der Präsenz in den Medien und der Kunst und Kultur – zu einem begehrten Kultobjekt. Er gilt nun als Monument der neu belebten Moderne.

## Beschreibung und Architektur

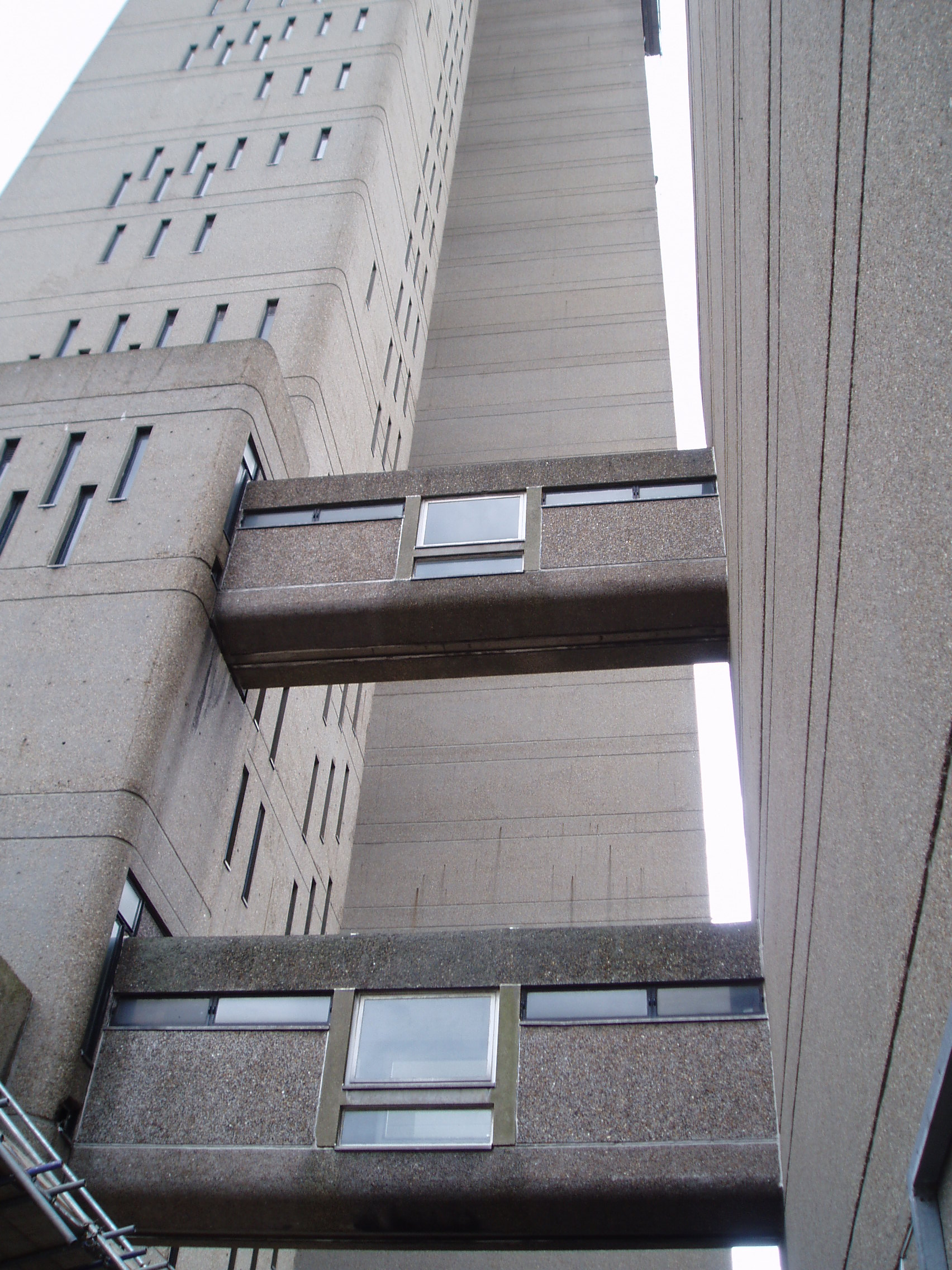
Detail

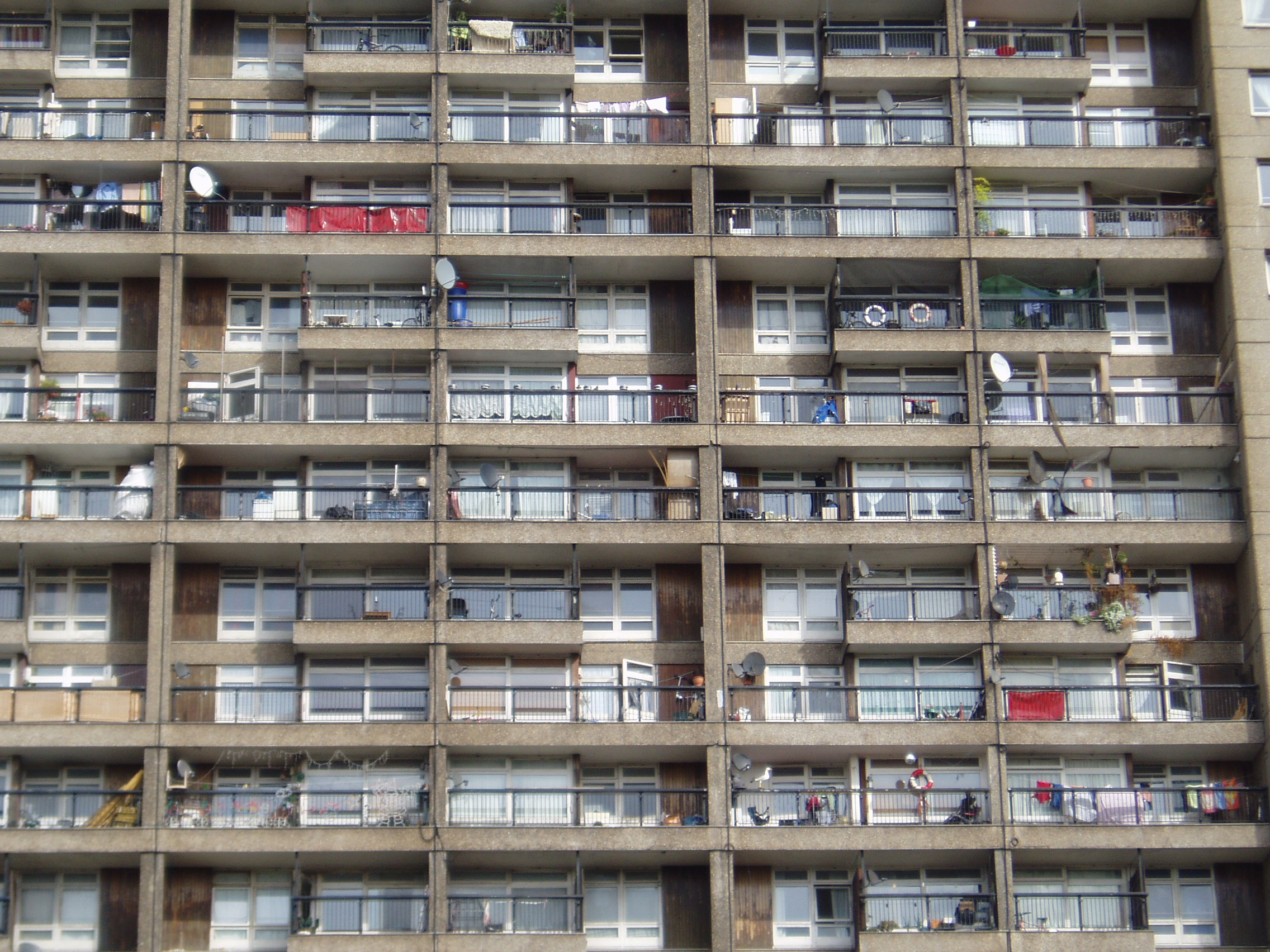
Balkone des Trellick Towers

Der Trellick Tower ist ein flaches Scheibenhochhaus. Sein markantestes Element ist der separate Serviceturm, in dem Aufzugsanlage, Treppenhaus und Abfallschächte geführt werden. Die beiden Aufzüge halten nur in jedem dritten Stockwerk. Das Stockwerk darüber und darunter müssen jeweils über das Treppenhaus erreicht werden. Der freistehende Turm ist über zehn Übergänge (Skyways) mit dem Haupthaus verbunden. An der Spitze des Serviceturms kragt ein verglaster Raum aus, der früher als Heizungsraum diente. Seit der Umstellung des Heizsystems wird der Heizraum nicht mehr genutzt und steht leer. Einen Bauantrag, diesen Raum als Penthouse-Wohnung umzubauen, lehnte der Gemeinderat ab. Die Fassade des Serviceturms wird von sehr schmalen Fenstern dominiert, die dem Verlauf der Treppe folgen.
Insgesamt beherbergt das Haus 219 Wohnungen in neun verschiedenen Ausführungen, darunter elf Maisonettewohnungen. Jede der Wohnungen verfügt über einen eigenen Balkon. Zur Bauzeit fortschrittlich war die Verwendung von doppelverglasten Fenstern zur Verbesserung des Schallschutzes. Im Gegensatz zum zuvor geplanten Balfron Tower entwarf Goldfinger einen gegenüber der Wohnscheibe höheren Serviceturm. Die Fassade wird von unterschiedlich langen Balkonen geprägt. Die Fassade setzt sich aus Waschbetonplatten zusammen. Die Gebäudeecken und die Unterseite der Balkone sind abgerundet. Im verhältnismäßig kleinen Foyer des Trellick Tower sind bunte Glasbausteine in Beton eingefasst.
Ursprünglich war für das Gebäude eine Nutzungsmischung nach dem Vorbild der Unité d’Habitation von Le Corbusier vorgesehen und sollte auch Geschäfte und Arztpraxen beherbergen. Das Konzept wurde jedoch zugunsten einer reinen Wohnanlage verworfen.

## Rezeption in Kunst und Kultur
Die Novelle High-Rise des britischen Science-Fiction-Autors James Graham Ballard aus dem Jahr 1975 beschreibt eine Gemeinschaft von 2000 Menschen, die in einem 40-stöckigen Hochhaus in London wohnen. Die Geschichte weist deutliche Parallelen zu den Gegebenheiten des Trellick Tower auf.
In der Folge Der Wahnsinn des Mickey Hamilton der britischen Krimiserie Die Profis wohnt die von Ian McDiarmid dargestellte Titelfigur in der obersten Etage des Trellick Tower. Beim Betreten des Gebäudes kommentiert George Cowley dies mit den Worten: „Ich glaube, ich würde auch durchdrehen, wenn ich in so einem Haus leben müsste.“
Der Trellick Tower kommt in Musikvideos unter anderem von folgenden Liedern vor: For Tomorrow von Blur, Kingdom of Doom von Damon Albarn, I Shall Overcome von Hard-Fi, Tomorrow Comes Today von Gorillaz, Little 15 von Depeche Mode und No Lie von Sean Paul und Dua Lipa. Der schwedische Musikproduzent Kleerup publizierte 2008 das Album Hello Holla EP, in dem er ein Stück Tower of Trellick nannte.
Darüber hinaus war der Trellick Tower auch Handlungsort in zahlreichen internationalen Kinofilmen. Im Film Für Königin und Vaterland mit Bruce Payne und Denzel Washington kommt das Hochhaus ebenso vor wie im Film Shopping mit Jude Law oder auch im Film Gangster No. 1 mit Malcolm McDowell, sowie im Thriller Blitz – Cop-Killer vs. Killer-Cop mit Jason Statham. Zuletzt ist er in dem Kinderfilm Paddington aus dem Jahr 2014 zu sehen, sowohl mit Innenaufnahmen des Hausflurs als auch mit einer Außenaufnahme.
Das Portobello Film Festival trägt den Trellick Tower im Logo. Seit 2009 werden die vergebenen Preise „Golden Trellick Awards“ genannt. Das Festival findet seit 1996 um den Standort des Trellick Tower, im Stadtteil North-Kensington, statt und zeigt neben Beiträgen der lokalen Filmcommunity unkuratierte Kurzfilme aller Genres.